# Zanthoxylum procerum
Espèce
Synonymes
- Fagara acreana K.Krause[2]
- Fagara juniperina (Poepp.) Engl.[2]
- Fagara minutiflora (Tul.) Engl.[2]
- Fagara ocumarensis Pittier[2]
- Fagara procera (Donn.Sm.) Engl.[2]
- Zanthoxylum acreanum (K.Krause) J.F.Macbr.[2]
- Zanthoxylum minutiflorum Tul.[2]
- Zanthoxylum ocumarense (Pittier) Steyerm.[2]
- Zanthoxylum procerum Donn.Sm.[2]

Statut de conservation UICN

 EN C2a : En danger
Zanthoxylum procerum est une espèce de plantes de la famille des Rutaceae.

## Publication originale
- Botanical Gazette 23(1): 4. 1897. (20 Jan 1897)